# Toshiyuki Abe
Toshiyuki Abe (jap. 阿部 敏之 Abe Toshiyuki; ur. 1 sierpnia 1974) – japoński piłkarz występujący na pozycji pomocnika.

## Kariera klubowa
Od 1995 do 2005 roku występował w klubach Kashima Antlers, CFZ, Urawa Reds, Vegalta Sendai i Albirex Niigata.